# Jean Étienne Marconis de Nègre
Jean-Étienne Marconis de Nègre est un franc-maçon français, né le 3 janvier 1795 et mort le 21 novembre 1868 à Paris (10e arrondissement). Il est grand maître du Rite de Memphis, l’un des rites maçonniques égyptiens de la franc-maçonnerie, fondé par son père Gabriel Mathieu Marconis dit de Nègre.

## Biographie
Son père Gabriel Mathieu Marconis est l'un des précurseurs en France du Rite de Memphis, faisant partie d'un groupe d'ésotéristes qui constitue, le 23 mai 1815, la loge « Les disciples de Memphis », mère loge du rite.
Grand-maître de Memphis, il est également élu grand-maître le 21 janvier 1816 du Rite de Misraïm. La documentation connue[réf. souhaitée] montre que son père Marconis dit de Nègre est détenteur des degrés du Rite de perfection et de ceux du Rite écossais ancien et accepté. Il fait également partie du Rite ancien et primitif du marquis de Chefdebien d'Aigrefeuille qui l'introduit en France en provenance de Prague. 
Son fils Jean-Étienne Marconis de Nègre est d'abord élu grand-maître pour la France le 7 juillet 1838, puis grand maître général. C'est pour lui qu'est créé le nouveau grade qui prend le titre de « Grand Hierophante » ou 96e, qui prend la suite du 95e degré. Il crée des obédiences en Amérique et en Égypte.